# Pensionärspartiet Göteborg
Pensionärspartiet Göteborg (PPG) var ett politiskt parti i Göteborg som ville föra pensionärernas talan. Leif Svensson var partiledare och Stig Emanuelsson partisekreterare.
I landstingsvalet 1998 ingick partiet valsamverkan med det nystartade Sjukvårdspartiet.
Pensionärspartiet hade en lista i Göteborgs kommun medan Sjukvårdspartiet hade en gemensam valsedel för de övriga fyra valkretsarna i Västra Götalandsregionen. 
Pensionärspartiets Sonja Gustafsson hamnade i regionfullmäktige men blev sedan medlem i Sjukvårdspartiet.
I valet 2002 ställde partiet upp på egen hand i både kommun- och landstingsvalen. Företrädare för partiet uppgav att man räknade med att komma in i kommunfullmäktige i Göteborg och att på sikt få 20-25% av rösterna i riksdagsvalet. Valet blev dock en stor besvikelse. Partiet fick 373 i kommunalvalet i Göteborg och 395 röster i landstingsvalet.
PPG ansåg sig ha rätt till partistödet (168 000 kronor per år) för det mandat som Sonja Gustafsson satt på den föregående mandatperioden och stämde Sjukvårdspartiet men förlorade 2005 rättsprocessen vid  Vänersborgs tingsrätt. Man ådömdes att betala rättegångskostnaderna på hundratusen kronor vilket ledde till att partiet försattes i konkurs och upplöstes. Av konkursansökan framgick att 25 medlemmar betalat årsavgiften 2004.